# 玛达莱娜镇站
玛达莱娜镇站（葡萄牙語：Estação Vila Madalena）是圣保罗地铁2号线的终点站。